# 近津村
近津村（ちかつむら）は、福島県東白川郡にかつて存在した村である。

## 地理
現在の棚倉町の南部に位置する。
村域は八溝山地に位置し、山がちな地形である。

## 歴史

### 村域の変遷
- 1889年（明治22年）4月1日 - 町村制施行により、寺山村・八槻村・流村・下山本村・中山本村・北山本村・上手沢村・下手沢村・塚原村・関口村が合併し発足。
- 1892年（明治25年）7月21日 - 村域の一部（関口）が棚倉町に編入。
- 1955年（昭和30年）1月1日 - 棚倉町・社川村・高野村・山岡村と合併し、改めて棚倉町が発足。同日近津村廃止。

変遷表
| 1868年 以前 | 1868年 以前 | 明治22年 4月1日 | 明治25年 7月21日 | 昭和30年 1月1日 | 現在   |
| ----------- | ----------- | --------------- | ---------------- | --------------- | ------ |
|             | 寺山村      | 近津村          | 近津村           | 棚倉町          | 棚倉町 |
|             | 八槻村      | 近津村          | 近津村           | 棚倉町          | 棚倉町 |
|             | 流村        | 近津村          | 近津村           | 棚倉町          | 棚倉町 |
|             | 下山本村    | 近津村          | 近津村           | 棚倉町          | 棚倉町 |
|             | 中山本村    | 近津村          | 近津村           | 棚倉町          | 棚倉町 |
|             | 北山本村    | 近津村          | 近津村           | 棚倉町          | 棚倉町 |
|             | 上手沢村    | 近津村          | 近津村           | 棚倉町          | 棚倉町 |
|             | 下手沢村    | 近津村          | 近津村           | 棚倉町          | 棚倉町 |
|             | 塚原村      | 近津村          | 近津村           | 棚倉町          | 棚倉町 |
|             | 関口村      | 近津村          | 棚倉町 に編入    | 棚倉町          | 棚倉町 |

## 大字
- 寺山（てらやま）
- 八槻（やつき）
- 流（ながれ）
- 下山本（しもやまもと）
- 中山本（なかやまもと）
- 北山本（きたやまもと）
- 上手沢（かみてざわ）
- 下手沢（しもてざわ）
- 塚原（つかはら）

## 人口・世帯

### 人口
総数 [単位： 人]
| 1889年（明治22年） | 3,386 |
| 1920年（大正 9年） | 3,759 |
| 1947年（昭和22年） | 5,656 |

### 世帯
総数 [単位： 世帯]
| 1920年（大正 9年） | 677 |
| 1947年（昭和22年） | 949 |

## 交通（廃止直前）

### 鉄道
- 日本国有鉄道（ → 東日本旅客鉄道）
  - ■水郡線
    - 近津駅

### 道路
- 二級国道
  - 国道118号